# Black Arrows
Los Black Arrows (en español: «Flechas negras»), uno de los predecesores de los Red Arrows, actual equipo acrobático de la Royal Air Force británica, fueron un equipo demostrador acrobático creado en los años 50 en base al escuadrón 111 de la RAF. Los Black Arrow volaban Hawker Hunter. Inicialmente tenían como base el aeródromo de North Weald en Essex, pero fueron transferidos a la base aérea de Wattisham en Suffolk.
El hecho más remarcable de los Black Arrows fue la ejecución de un loop con 22 aviones en formación en 1958. Manteniéndose este récord aún hoy.

## Aviones utilizados
| Avión         | Número | Periodo     |
| ------------- | ------ | ----------- |
| Hawker Hunter | 4      | 1955 — 1956 |
| Hawker Hunter | 5      | 1956 — 1958 |
| Hawker Hunter | 9      | 1958 — 1960 |